# Hasenkamp
Hasenkamp är en ort i Argentina.   Den ligger i provinsen Entre Ríos, i den centrala delen av landet, 400 km norr om huvudstaden Buenos Aires. Hasenkamp ligger 90 meter över havet och antalet invånare är 4 413.
Terrängen runt Hasenkamp är mycket platt. Runt Hasenkamp är det ganska tätbefolkat, med 67 invånare per kvadratkilometer.. Närmaste större samhälle är Villa María Grande, 18,1 km söder om Hasenkamp.
Trakten runt Hasenkamp består till största delen av jordbruksmark.